# Psychomyia asvagosha
Psychomyia asvagosha är en nattsländeart som beskrevs av Schmid 1961. Psychomyia asvagosha ingår i släktet Psychomyia och familjen tunnelnattsländor. Inga underarter finns listade i Catalogue of Life.